# Deacidificazione di massa
La deacidificazione di massa è un trattamento chimico utilizzato nel restauro del materiale cartaceo. Esso consiste nel trattare la carta alterata e caratterizzata da pH acido con sostanze basiche al fine di ottenere la neutralizzazione.
| Controllo di autorità | LCCN (EN) sh87007403 · GND (DE) 4152392-1 · J9U (EN, HE) 987007539284205171 |